# Grande Prêmio Presidente Medici 1974

Autódromo Emilio Medici in Brasília

Der Grande Prêmio Presidente Medici war ein am 3. Februar 1974 ausgetragenes Formel-1-Rennen in Brasilien, das keinen Weltmeisterschaftsstatus hatte. Es gab nur eine Auflage des Rennens.

## Berichte

### Hintergrund

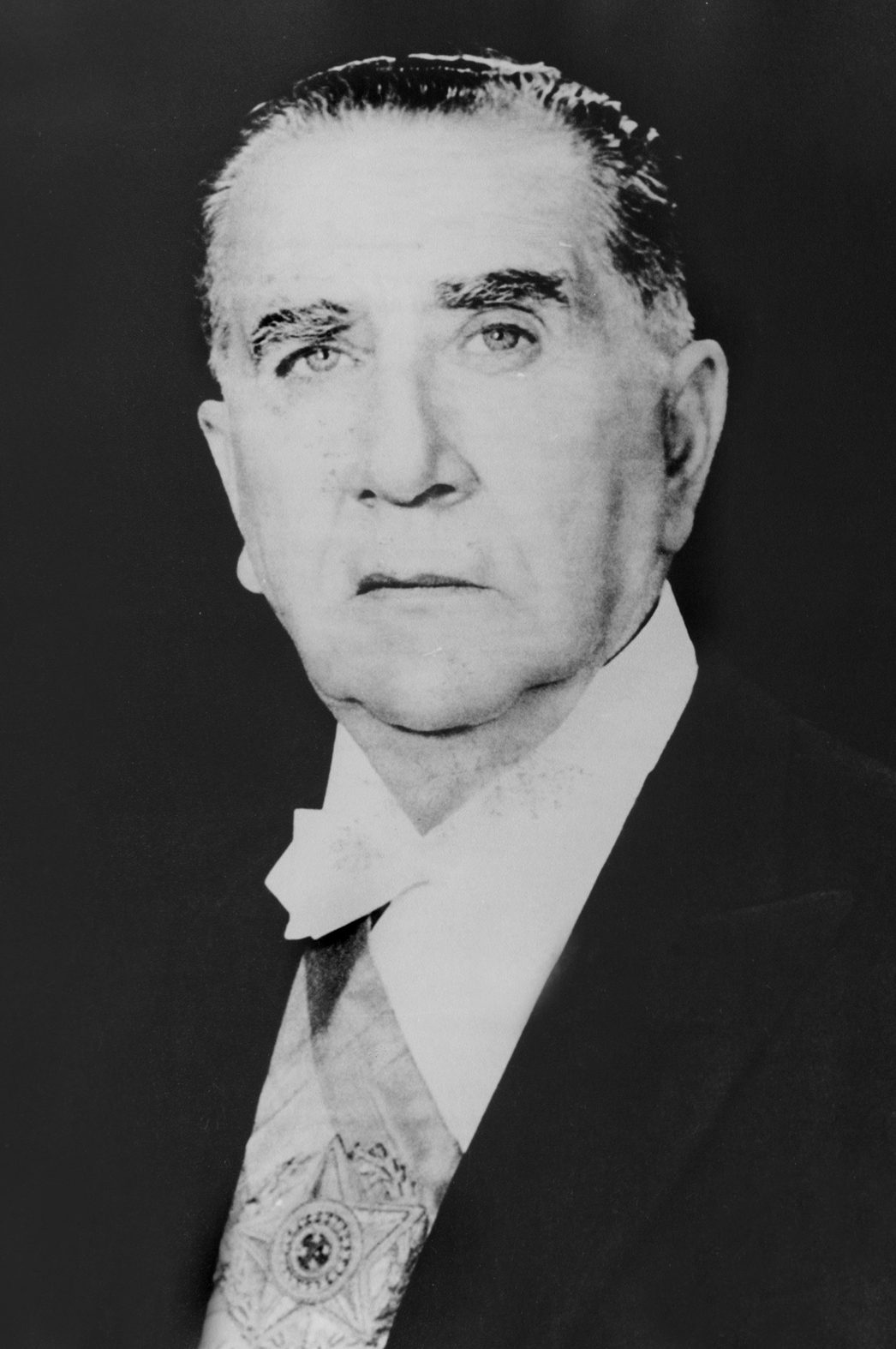
Namensgeber des Rennens: Emílio Garrastazu Médici

1972 wurde erstmals ein Formel-1-Rennen in Brasilien ausgetragen. Seit 1973 hat der Große Preis von Brasilien Weltmeisterschaftsstatus. 1974 unternahmen die nationalen Organisatoren mit Unterstützung Bernie Ecclestones den Versuch, ein weiteres Formel-1-Rennen im Land zu etablieren. Sie schrieben den Grande Prêmio Presidente Medici aus, der eine Woche nach dem Großen Preis von Brasilien in der Landeshauptstadt Brasília angesetzt und nach dem damaligen brasilianischen Präsidenten Emílio Garrastazu Médici benannt war. Das Rennen diente im Allgemeinen der Profilierung Brasílias als Sportzentrum und im Besonderen der Einweihung des erst Ende 1973 fertiggestellten Autódromo Emílio Medici. Anders als der Große Preis von Brasilien, zählte der Grande Prêmio Presidente Medici nicht zur Formel-1-Weltmeisterschaft. 
In den britischen Medien fand das Rennen vor allem deshalb Beachtung, weil sich der sogenannte Postzugräuber Ronny Biggs zur Zeit des Rennens im selben Hotel aufhielt wie die meisten Fahrer und Teammitglieder. Der Grande Prêmio Presidente Medici war außerdem das Rennen, bei dem der spätere Weltmeister Nelson Piquet erstmals in der Boxengasse einer Formel-1-Veranstaltung erschien.
Sechs Wochen nach dem Rennen verlor Emílio Médici das Präsidentenamt. Unter seinem Nachfolger Ernesto Geisel gab es keine weitere Auflage des Rennens. Die Rennstrecke wurde noch 1974 in Autódromo Brasília und später in Autódromo Internacional Nelson Piquet umbenannt.

### Teams und Fahrer
Die Organisatoren versuchten, die Teams der Formel 1 durch ein außergewöhnlich hohes Startgeld zur Teilnahme an dem Rennen zu motivieren. Gleichwohl war das Starterfeld in Brasília schwach besetzt. Während eine Woche zuvor am Weltmeisterschaftslauf in Interlagos noch 14 Teams mit 28 Autos gemeldet waren, erschienen beim Grande Prêmio Presidente Medici lediglich acht Teams mit 12 Fahrern. Alle gemeldeten Teams kamen aus Großbritannien. Die Scuderia Ferrari und das Lotus-Werksteam erschienen gar nicht, McLaren, Tyrrell und Williams brachten jeweils nur ein Auto an den Start. Mit Ausnahme von Hesketh Racing trat kein Kundenteam an. 
Die Fahrerbesetzung entsprach weitestgehend der des Großen Preises von Brasilien. Lediglich bei Brabham gab es einen Wechsel: Anstelle von Richard Robarts fuhr Wilson Fittipaldi für das Team von Bernie Ecclestone. Fittipaldi bestritt hier sein einziges Formel-1-Rennen der Saison.

### Rennstrecke
Der Grande Prêmio Presidente Medici war das erste Rennen aus dem Autódromo Emilio Medici. Es ging über 40 Runden zu je 5,476 km und hatte eine Gesamtdistanz von 219,03 km.

### Training

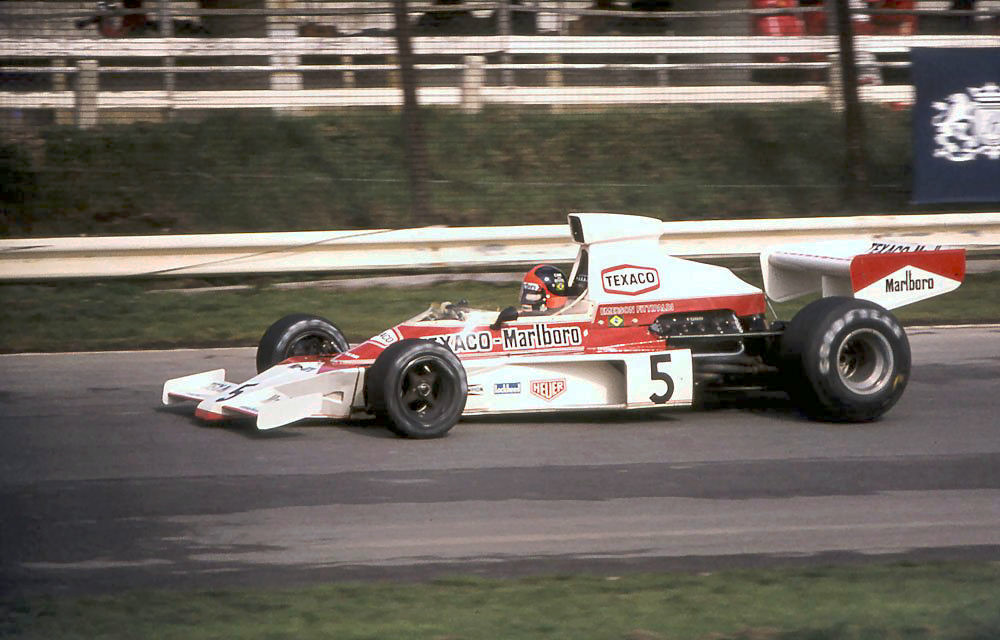
Sieger und Trainingszweiter: Emerson Fittipaldi im McLaren M23

Das erste Training fand bei feuchten Wetterbedingungen statt. Der Brasilianer Emerson Fittipaldi im McLaren fuhr die schnellsten Zeiten. Beim zweiten Training herrschten trockene Bedingungen; im Vergleich zur ersten Sitzung waren die Rundenzeiten nun bis zu sechs Sekunden schneller. In der Qualifikation fuhr Carlos Reutemann (Brabham) die Poleposition heraus, gefolgt von Emerson Fittipaldi, Jody Scheckter (Tyrrell) und Carlos Pace (Team Surtees). Die ersten vier Fahrer lagen alle innerhalb einer Spanne einer Viertelsekunde, der Rest des Feldes hingegen hatte zu ihnen einen Abstand von mindestens zwei Sekunden. Letzter Qualifikant war James Hunt, dessen Team Hesketh Racing anfänglich geplant hatte, hier den neu konstruierten Hesketh 308 an den Start zu bringen. Aufgrund technischer Probleme des neuen Autos fuhr Hunt hier allerdings erneut den March 731, den das Team bereits in der vorherigen Saison eingesetzt hatte.

### Rennen
Das Rennen wird in der Berichterstattung allgemein als eintönig („drab“) beschrieben: Da es nicht um Weltmeisterschaftspunkte ging, fuhren die Piloten mit wenig Engagement. Jody Scheckter machte in einem Interview deutlich, dass er das Rennen anders angegangen wäre, wenn es ein Weltmeisterschaftslauf gewesen wäre. Die Teams waren zudem bemüht, Reifen zu sparen, und drängten auf eine bedächtige Fahrweise. Sieger war – wie schon eine Woche zuvor beim Großen Preis von Brasilien – Emerson Fittipaldi, der mit 13 Sekunden Vorsprung vor Jody Scheckter ins Ziel kam. Dritter wurde der Williams-Pilot Arturo Merzario, Vierter Jochen Mass (Surtees).

## Meldeliste
| Team                        | Nr. | Fahrer               | Chassis           | Motor           | Reifen |
| --------------------------- | --- | -------------------- | ----------------- | --------------- | ------ |
| Elf Team Tyrrell            | 3   | Jody Scheckter       | Tyrrell 006       | Cosworth DFV V8 | G      |
| Yardley Team McLaren        | 5   | Emerson Fittipaldi   | McLaren M23       | Cosworth DFV V8 | G      |
| Motor Racing Developments   | 7   | Carlos Reutemann     | Brabham BT44      | Cosworth DFV V8 | G      |
| Motor Racing Developments   | 8   | Wilson Fittipaldi    | Brabham BT44      | Cosworth DFV V8 | G      |
| March Engineering           | 9   | Hans-Joachim Stuck   | March 741         | Cosworth DFV V8 | G      |
| March Engineering           | 10  | Howden Ganley        | March 741         | Cosworth DFV V8 | G      |
| Team Motul BRM              | 14  | Jean-Pierre Beltoise | BRM P160E         | BRM             | F      |
| Team Motul BRM              | 15  | Henri Pescarolo      | BRM P160E         | BRM             | F      |
| Bang & Olufsen Team Surtees | 18  | Carlos Pace          | Surtees TS16      | Cosworth DFV V8 | G      |
| Bang & Olufsen Team Surtees | 19  | Jochen Mass          | Surtees TS16      | Cosworth DFV V8 | G      |
| Frank Williams Racing Cars  | 20  | Arturo Merzario      | Iso-Marlboro FW02 | Cosworth DFV V8 | F      |
| Hesketh Racing              | 24  | James Hunt           | March 731         | Cosworth DFV V8 | F      |

## Klassifikationen

### Qualifying
| Pos. | Fahrer               | Konstrukteur      | Zeit    |
| ---- | -------------------- | ----------------- | ------- |
| 01   | Carlos Reutemann     | Brabham-Cosworth  | 1:51,18 |
| 02   | Emerson Fittipaldi   | McLaren-Cosworth  | 1:51,27 |
| 03   | Jody Scheckter       | Tyrrell-Cosworth  | 1:51,40 |
| 04   | Carlos Pace          | Surtees-Cosworth  | 1:51,40 |
| 05   | Arturo Merzario      | Williams-Cosworth | 1:53,43 |
| 06   | Jean-Pierre Beltoise | BRM               | 1:54,44 |
| 07   | Wilson Fittipaldi    | Brabham-Cosworth  | 1:54,62 |
| 08   | Jochen Mass          | Surtees-Cosworth  | 1:55,53 |
| 09   | Henri Pescarolo      | BRM               | 1:55,88 |
| 10   | Howden Ganley        | March-Cosworth    | 1:57,61 |
| 11   | Hans-Joachim Stuck   | March-Cosworth    | 1:58,10 |
| 12   | James Hunt           | March-Cosworth    | 2:04,95 |

### Rennen
| Pos. | Fahrer               | Konstrukteur      | Runden | Zeit       | Start |
| ---- | -------------------- | ----------------- | ------ | ---------- | ----- |
| 01   | Emerson Fittipaldi   | McLaren-Cosworth  | 40     | 1:15:22,75 | 2     |
| 02   | Jody Scheckter       | Tyrrell-Cosworth  | 40     | 1:15:35,15 | 3     |
| 03   | Arturo Merzario      | Williams-Cosworth | 40     | 1:15:49,85 | 5     |
| 04   | Jochen Mass          | Surtees-Cosworth  | 40     | 1:17:01,59 | 8     |
| 05   | Wilson Fittipaldi    | Brabham-Cosworth  | 39     | + 1 Runde  | 7     |
| 06   | Howden Ganley        | March-Cosworth    | 39     | + 1 Runde  | 10    |
| 07   | Henri Pescarolo      | BRM               | 39     | + 1 Runde  | 9     |
| 08   | Jean-Pierre Beltoise | BRM               | 38     | + 2 Runde  | 6     |
| 09   | Carlos Pace          | Surtees-Cosworth  | 35     | + 5 Runde  | 4     |
| 10   | Hans-Joachim Stuck   | March-Cosworth    | 34     | + 6 Runde  | 11    |
| –    | Carlos Reutemann     | Brabham-Cosworth  | 12     | DNF        | 1     |
| –    | James Hunt           | March-Cosworth    | 1      | DNF        | 12    |